# IC 2023
IC 2023 је спирална галаксија у сазвјежђу Златна риба која се налази на листи објеката дубоког неба у Индекс каталогу.
Деклинација објекта је - 52° 40' 49" а ректасцензија 3h 59m 40,8s. Привидна величина (магнитуда) објекта IC 2023 износи 15,1 а фотографска магнитуда 15,9. IC 2023 је још познат и под ознакама ESO 156-25, PGC 14238.